# Тирол (провинция)
Тирол (на немски: Tirol) е една от деветте федерални провинции в състава на Австрия.

## География
Провинцията Тирол получава името си от замъка на граф Тирол край Мерано. Граничи на изток с провинциите Залцбург и Каринтия, на юг с Южен Тирол (Италия), на запад с Швейцария и на север с Бавария (Германия). Създадена е през 1919 г., когато Южен Тирол е отдаден на Италия след загубата в Първата световна война съгласно мирния договор от Сен-Жермен ан Ле.
Тирол се намира в планински район. В исторически план през Тирол са минавали пътищата за свързване на централна Европа със Средиземноморския регион. Климатът е умерено-континентален и алпийско-планински. С 8,4% от населението на Австрия, е 5-ата по население австрийска провинция.

### Административно деление
Провинцията се състои от 9 окръга, 1 град със самостоятелен статут (на окръг) и 8 окръга:

#### Градове със самостоятелен статут
- Инсбрук

#### Окръзи
- Имст
- Инсбрук-Ланд
- Кицбюел
- Куфщайн
- Ландек
- Ройте
- Швац